# Karla Diváková
Karla Diváková (15. května 1939 Ostrava – 21. listopadu 2024 Ostrava) byla česká sólistka a dlouholetá členka operety Národního divadla moravskoslezského Ostrava.

## Život
Narodila se 15. května 1939 v Ostravě. Již od dětství zpívala a věnovala se opeře, kterou často navštěvovala v divadle.
V roce 1958 vystudovala střední ekonomickou školu. Po maturitě pracovala v obchodním domě.
V roce 1960 šla na konkurz do sboru opery Státního divadla v Ostravě. V konkurzu uspěla a o čtyři roky později se stala divadelní sólistkou.[zdroj?]
Až do roku 2000 vystupovala v řadě oper a stala se jednou z nejvýznamnějších postav ostravského divadla.[zdroj?]
Po roce 2000 se v divadle objevovala spíše ojediněle. Svoje poslední vystoupení měla v roce 2010.
Zemřela 21. listopadu 2024 v Ostravě ve věku 85 let.